# J.H. Nebelong (organist)
 Der er flere personer med dette navn, se J.H. Nebelong.
Johan Henrik Nebelong (9. november 1847 i København – 14. september 1931 smst) var en dansk organist og professor.
Han var søn af stadsbygmester N.S. Nebelong og hustru Constance f. Horn og opkaldt efter dennes broder, J.H. Nebelong. Han var organist ved fængslet på Christianshavn 1864 (som hans fader havde tegnet), stifter af Folkekoncerterne (1876), organist ved Skt. Johannes Kirke fra 1881, tillige kantor 1890, sanginspektør fra 1896, leder af Statens Lærerhøjskoles Musikafdelinger, censor ved Lærer- og Lærerindeeksaminerne stifter og mangeårig formand for Dansk Organistforening, stifter og formand for Pensionsfond for danske Organisters Enker samt formand i komitéen for Skole Sangstævner i Danmark. Han var Ridder af Dannebrog.
Nebelong blev gift den 05. januar 1868 med Hermine Sophie Petronelle f. Levy, f. 19. september 1848 i New York. Børn: Constance Ibsen, Johan Vald Nebelong, Hermine Clara Nebelong, født 5. januar 1881. Hermine Levy døde 16. januar 1881.
Nebelong blev gift for 2. gang den 03. januar 1882 med Augusta Christine Mathilde f. Friesenette, f. 18. januar 1852 i Melse, Horbelev sogn. Børn: Ellen Kirstine Nebelong. Ægteskabet blev opløst.
Nebelong blev gift for 3. gang den 28. april 1908 med Anna Marie Martha f. Nielsen, f. 3. april 1883 i Århus.
Han har bl.a. komponeret melodien til "Nu falmer skoven trindt om land".
Han er begravet på Bispebjerg Kirkegård.